# Gmina związkowa Altenkirchen-Flammersfeld
Gmina związkowa Altenkirchen-Flammersfeld (niem. Verbandsgemeinde Altenkirchen-Flammersfeld) – gmina związkowa w Niemczech, w kraju związkowym Nadrenia-Palatynat, w powiecie Altenkirchen. Siedziba gminy związkowej znajduje się w mieście Altenkirchen (Westerwald). Powstała 1 stycznia 2020 z połączenia gminy związkowej Altenkirchen (Westerwald) z gminą związkową Flammersfeld.

## Podział administracyjny
Gmina związkowa zrzesza 67 gmin, w tym jedną gminę miejską (Stadt) oraz 66 gmin wiejskich:
1. Almersbach
2. Altenkirchen (Westerwald), miasto
3. Bachenberg
4. Berod bei Hachenburg
5. Berzhausen
6. Birnbach
7. Busenhausen
8. Bürdenbach
9. Burglahr
10. Eichelhardt
11. Eichen
12. Ersfeld
13. Eulenberg
14. Fiersbach
15. Flammersfeld
16. Fluterschen
17. Forstmehren
18. Gieleroth
19. Giershausen
20. Güllesheim
21. Hasselbach
22. Helmenzen
23. Helmeroth
24. Hemmelzen
25. Heupelzen
26. Hilgenroth
27. Hirz-Maulsbach
28. Horhausen (Westerwald)
29. Idelberg
30. Ingelbach
31. Isert
32. Kescheid
33. Kettenhausen
34. Kircheib
35. Kraam
36. Krunkel
37. Mammelzen
38. Mehren
39. Michelbach (Westerwald)
40. Neitersen
41. Niedersteinebach
42. Obererbach (Westerwald)
43. Oberirsen
44. Oberlahr
45. Obersteinebach
46. Oberwambach
47. Orfgen
48. Ölsen
49. Peterslahr
50. Pleckhausen
51. Racksen
52. Reiferscheid
53. Rettersen
54. Rott
55. Schöneberg
56. Schürdt
57. Seelbach (Westerwald)
58. Seifen
59. Sörth
60. Stürzelbach
61. Volkerzen
62. Walterschen
63. Werkhausen
64. Weyerbusch
65. Willroth
66. Wölmersen
67. Ziegenhain